# Педесет нијанси црне
Педесет нијанси црне (енгл. Fifty Shades of Black) амерички је слепстик љубавно-хумористички филм из 2016. године, редитеља Мајкла Тидеса и глумца Марлона Вејанса, који је такође ко-писац и ко-редитељ. Пародија је еротски љубавно-драмског филма Педесет нијанси – Сива из 2015. године, док споредне улоге играју Кали Хок, Афион Крокет, Џејн Симор, Кинг Бач, Флоренс Хендерсон, Џени Зигрино, Фред Вилард и Мајк Епс.
Филм је издат 29. јануара 2016. године у Сједињеним Државама, дистрибутера Open Road Films-а. Филм је издат 4. фебруара 2016. године у Србији, дистрибутера Taramount Film-а. Добио је негативне критике. Упркос томе, остварио је успех на биоскопским благајнама, зарађујући 22 милиона америчких долара широм света, наспрам буџета од 5 милиона америчких долара. Уједно је био и последњи филм Флоренс Хендерсон пре њене смрти 24. новембра 2016. године, што је било 10 месеци након издања филма.

## Радња
Кристијан Блек уводи стидљиву студенткињу Хану Стил у свет „романтике” након што га је интервјуисала за своје школске новине. Њихова настрана веза посрће напред упркос Кристијановим недостацима као љубавника и лудоријама његове расистичке усвојитељке Клер, његовог доброг брата Елија и Ханине хиперсексуалне цимерке Кејтише.

## Улоге
| Глумац            | Улога             |
| ----------------- | ----------------- |
| Марлон Вејанс     | Кристијан Блек    |
| Кали Хок          | Хана Стил         |
| Џени Зигрино      | Кејтиша Кавахелна |
| Џејн Симор        | Клер Блек         |
| Фред Вилард       | Гари Блек         |
| Мајк Епс          | Рон Стил          |
| Ајрин Чој         | Мај Блек          |
| Кинч Бач          | Џеси              |
| Мирси Монро       | Беки              |
| Афион Крокет      | Ели Блек          |
| Кејт Мајнер       | Ешли              |
| Флоренс Хендерсон | гђа Робинсон      |
| Дејв Шеридан      | Велики Мистерио   |
| Расел Питерс      | Дин Џордан        |